# Can Bertran (Alella)
Can Bertran és un edifici d'Alella (Maresme) protegit com a Bé Cultural d'Interès Local.

## Descripció
Es tracta d'un edifici civil de planta quadrada i de forma quasi cúbica. Amb una planta baixa, dos pisos, i una teulada de quatre vessants, en la qual destaca una torre llanterna central, també coberta per quatre vessants, i utilitzada per il·luminar i com mirador. Són de destacar els guardapols de les finestres, d'estructura típicament neoclàssica, especialment les del primer pis, i la finestra central del segon. La sensació pesant que dona la forma cúbica de l'edifici, es trenca pel tractament que se li dona a la cornisa de la teulada, amb mènsules i una decoració de cresteria a la part superior, així com pel tractament de la línia recta. L'edifici s'envolta d'un gran jardí.

## Història
La construcció de Can Bertran fou realitzada sobre l'antic Mas Sayol del segle xvi, del qual no en queda res.